# 漏斗状ビーカー文化
漏斗状ビーカー文化（ろうとじょうビーカーぶんか、Funnelbeaker culture、紀元前4300年から2800年頃）は、中央ヨーロッパ中北部の考古文化である。エルベ川下流とヴィスワ川中流の間の現地の新石器時代と中石器時代の技術融合によって発展し、このラインより北に居住する土器使用狩猟採集民に、主要な食料源として農業と畜産をもたらした。

## 担い手
漏斗状ビーカー文化人の遺骨の分析から、担い手がY染色体ハプログループI（特にI2a）・R1b等、mtDNAハプログループH・K・T・J・U等に属していることが判明した。

## 土器の写真

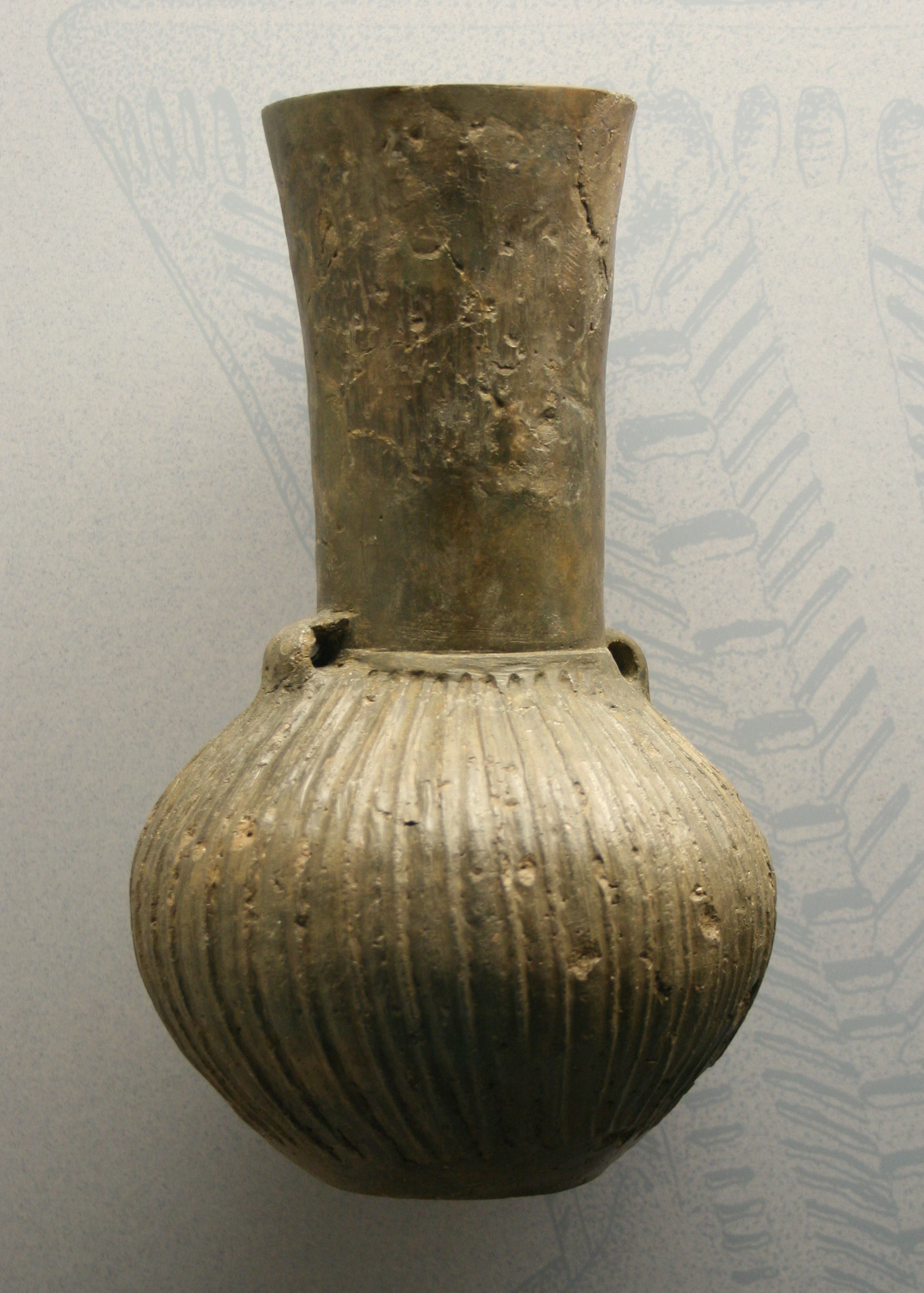
Archaeological state museum Schleswig-Holstein, Gottorf Castle
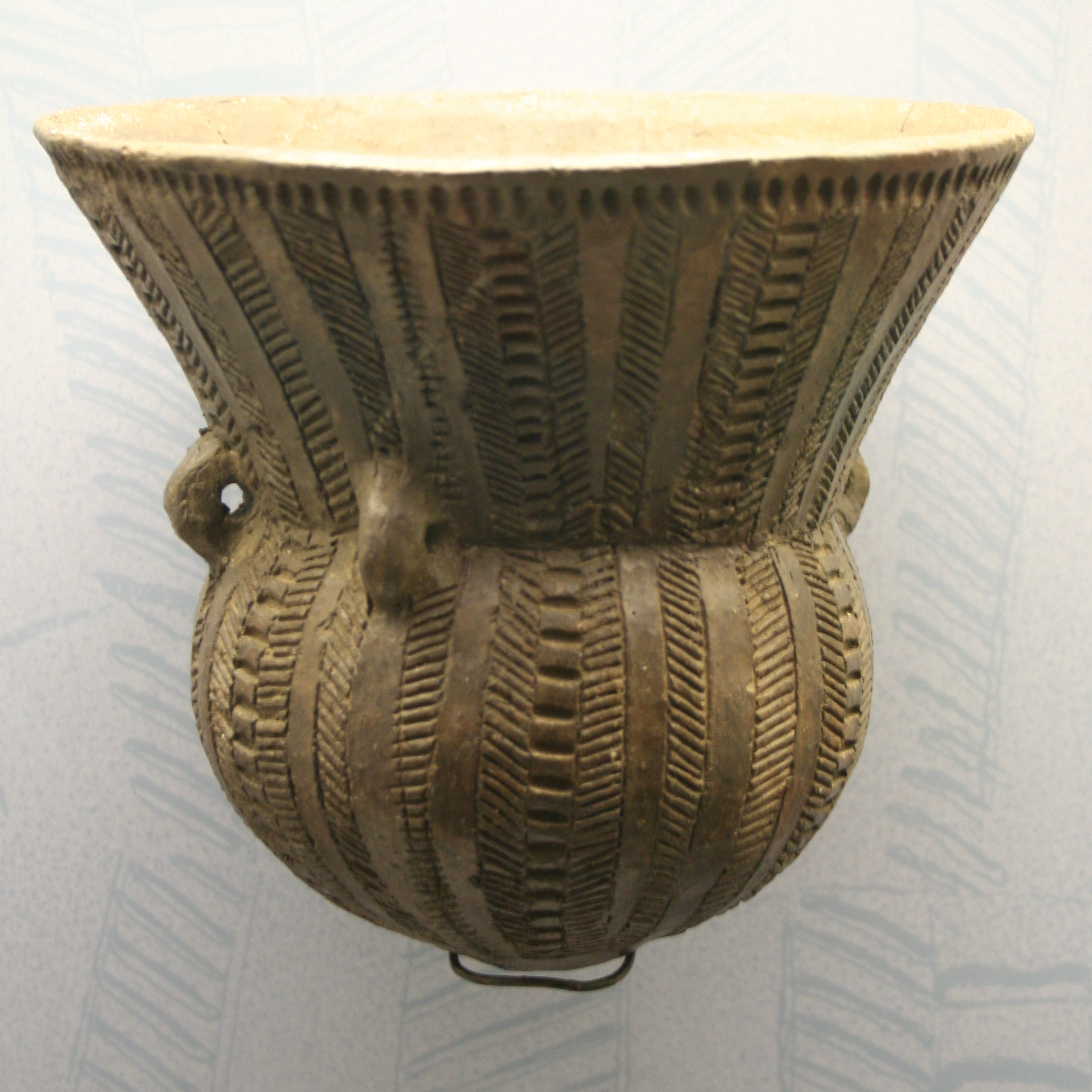
Archaeological state museum Schleswig-Holstein, Gottorf Castle
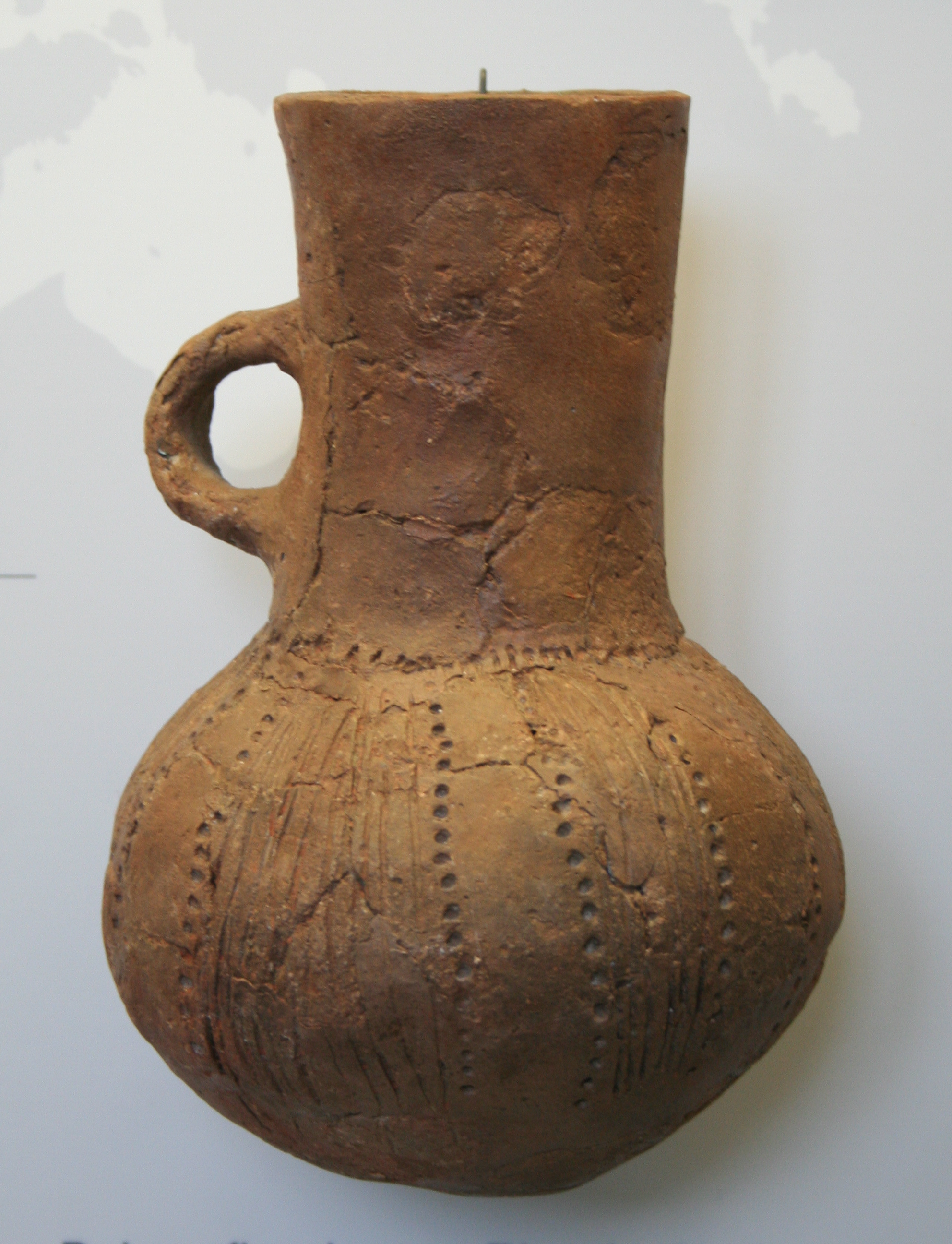
Archaeological state museum Schleswig-Holstein, Gottorf Castle
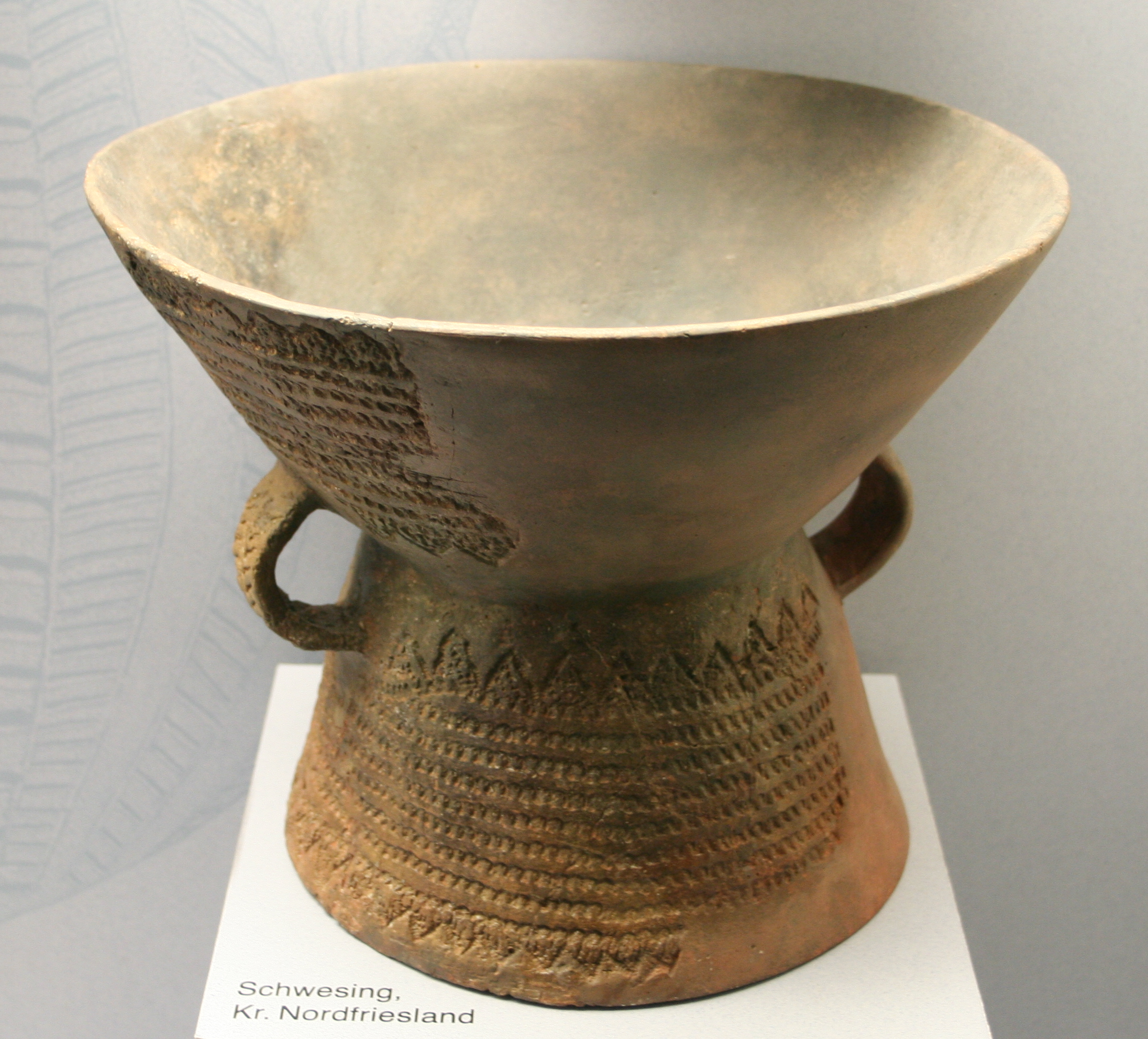
Archaeological state museum Schleswig-Holstein, Gottorf Castle